# Infrared Roses
Infrared Roses je koncertní album skupiny Grateful Dead. Album vyšlo 1. listopadu 1991 u jejich vlastního vydavatelství Grateful Dead Records. Část alba byla použita i v krátkém filmu Infrared Sightings.

## Seznam skladeb
| Pořadí         | Název                                | Autor                                                         | Délka |
| -------------- | ------------------------------------ | ------------------------------------------------------------- | ----- |
| 1.             | Crowd Sculpture                      | Bralove                                                       | 2:21  |
| 2.             | Parallelogram                        | Hart, Kreutzman                                               | 5:06  |
| 3.             | Little Nemo in Nightland             | Bralove, Garcia, Lesh, Weir                                   | 6:16  |
| 4.             | Riverside Rhapsody                   | Garcia, Hart, Kreutzmann, Lesh, Mydland, Weir                 | 3:55  |
| 5.             | Post-Modern Highrise Table Top Stomp | Garcia, Green, Hart, Kreutzmann, Lesh, Mydland, Weir          | 4:23  |
| 6.             | Infrared Roses                       | Bralove, Garcia, Lesh, Mydland, Weir                          | 5:36  |
| 7.             | Silver Apples of the Moon            | Hornsby, Welnick                                              | 5:41  |
| 8.             | Speaking in Swords                   | Bralove, Hart, Kreutzmann                                     | 3:29  |
| 9.             | Magnesium Night Light                | Garcia, Lesh, Mydland, Weir                                   | 5:28  |
| 10.            | Sparrow Hawk Row                     | Bralove, Garcia, Healy, Hart, Kreutzmann, Lesh, Mydland, Weir | 3:23  |
| 11.            | River of Nine Sorrows                | Bralove, Hart, Kreutzmann                                     | 4:25  |
| 12.            | Apollo at the Ritz                   | Garcia, Hart, Kreutzmann, Lesh, Marsalis, Mydland, Weir       | 8:15  |
| Celková délka: | Celková délka:                       | Celková délka:                                                | 58:18 |

## Sestava
- Jerry Garcia - bicí, kytara, syntezátor
- Bob Weir - kytara, marimba, syntezátor
- Phil Lesh - basová kytara, syntezátor
- Brent Mydland - klávesy, syntezátor, perkuse
- Vince Welnick - syntezátor
- Bruce Hornsby - piáno, klávesy
- Bill Kreutzmann - bicí
- Mickey Hart - bicí
- Deadheads v „Crowd Sculpture“
- Willie Green III v „Post-Modern Highrise Table Top Stomp“
- Dan Healy v „Sparrow Hawk Row“
- Bob Bralove - bicí automat v „River of Nine Sorrows“
- Branford Marsalis - saxofon v „Apollo at the Ritz“